# Mohamed Benyettou
Mohamed Benyettou, est un footballeur algérien né le 1er novembre 1989 à Mohammadia (Algérie). Il évolue au poste d'attaquant avec Al-Sailiya SC.

## Biographie

### SA Mohammadia
Durand la période 2007-2011 , Mohamed Benyettou commence au club SA Mohammadia, sa ville natale. Il sera transféré par la suite au USM El Harrach, club basé a Alger.

### USM El Harrach
Durand la période 2011-2012, Mohamed Benyettou, connaîtra l’élite avec son clubs, au cours de la saison 2011-2012, celui-ci joue environ 20 matche pour 3 buts .

### MC Oran
Entre 2012-2014, Mohamed Benyettou, signe dans l'un des clubs phares du pays le MC Oran, celle-ci étant particulièrement belle pour le joueur puisque pour environ 40 matchs joués ce dernier marque 10 buts, soit un ratio de 0.25 buts par match.

### Champion d'Afrique avec l'ES Sétif
Le 25 juin, Mohamed Benyettou, signe pour un contrats de 2 ans chez l'aigle noirs de  l'ES Sétif, un mois plus tard, celui-ci joue la Ligue des Champions d'Afrique, à la 68 minutes contre le club libyens Ahly Benghazile joueur et remplace par son coéquipier Abdelmalek Ziaya.
Avec l'ES Sétif , Mohamed Benyettou, se qualifia pour les demi-finales de la prestigieuse Ligue des Champions de la CAF, et par la suite devenant avec l'ES Sétif, championne d’Afrique 2014 pour la 1re fois de son histoire, ainsi le joueur jouera la prestigieuse Coupe du monde des clubs 2014, qui se déroule en terre marocaine, malheureusement l’aventure s’arrête en quart de finale pour lui et ses coéquipiers, mais ils gagneront quand même le match pour la 5e place...
Le 21 février 2015, en finale de la Supercoupe d'Afrique 2015, Mohamed Benyettou remporte la coupe.
Le 19 avril, lors Ligue des Champions de la CAF 2015, Mohamed Benyettou inscrit un double face au Raja de Casablanca, devant plus de 60 000 spectateurs au stade Stade Mohamed V, dont le 2e but est assez superbe, malgré ça le match se termine par un match nul de 2-2, au retour il concède aussi un nul 2-2 face au Raja de Casablanca, qui finalement aboutira aux tirs au but, et par justesse lui et l'ES Sétif se qualifieront en phase de poule de la Ligue des Champions de la CAF 2015.

### L'Arabie saoudite
En janvier 2016, il signe en faveur d'Al-Shabab Riyad.

## Statistiques

### En Club
| Saison                | Club                  | Championnat            | Championnat | Championnat | Championnat | Coupe nationale | Coupe nationale | Coupe nationale | Coupe de la Ligue | Coupe de la Ligue | Coupe de la Ligue | Supercoupe | Supercoupe | Supercoupe | Compétition(s) continentale(s) | Compétition(s) continentale(s) | Compétition(s) continentale(s) | Compétition(s) continentale(s) | Supercoupe CAF | Supercoupe CAF | Supercoupe CAF | Autres compétitions | Autres compétitions | Autres compétitions | Autres compétitions | Total | Total | Total |
| Saison                | Club                  | Division               | M.          | B.          | P.d.        | M.              | B.              | P.d.            | M.                | B.                | P.d.              | M.         | B.         | P.d.       | Comp.                          | M.                             | B.                             | P.d.                           | M.             | B.             | P.d.           | Comp.               | M.                  | B.                  | P.d.                | M.    | B.    | P.d.  |
| 2011-2012             | USM El Harrach        | Ligue 1                | 24          | 3           | 0           | 1               | 0               | 0               | -                 | -                 | -                 | -          | -          | -          | -                              | -                              | -                              | -                              | -              | -              | -              | -                   | -                   | -                   | -                   | 25    | 3     | 0     |
| 2012-2013             | MC Oran               | Ligue 1                | 16          | 4           | 0           | 5               | 4               | 0               | -                 | -                 | -                 | -          | -          | -          | -                              | -                              | -                              | -                              | -              | -              | -              | -                   | -                   | -                   | -                   | 21    | 8     | 0     |
| 2013-2014             | MC Oran               | Ligue 1                | 28          | 6           | 3           | 4               | 0               | 0               | -                 | -                 | -                 | -          | -          | -          | -                              | -                              | -                              | -                              | -              | -              | -              | -                   | -                   | -                   | -                   | 32    | 6     | 3     |
| Sous-total            | Sous-total            | Sous-total             | 44          | 10          | 3           | 9               | 4               | 0               | -                 | -                 | -                 | -          | -          | -          | -                              | -                              | -                              | -                              | -              | -              | -              | -                   | -                   | -                   | -                   | 53    | 14    | 3     |
| 2013-2014             | ES Sétif              | Ligue 1                | -           | -           | -           | -               | -               | -               | -                 | -                 | -                 | -          | -          | -          | CAF                            | 7                              | 0                              | 0                              | -              | -              | -              | -                   | -                   | -                   | -                   | 7     | 0     | 0     |
| 2014-2015             | ES Sétif              | Ligue 1                | 27          | 6           | 4           | 2               | 1               | 0               | -                 | -                 | -                 | -          | -          | -          | CAF                            | 9                              | 2                              | 1                              | 1              | 0              | 0              | CMC                 | 1                   | 0                   | 1                   | 40    | 9     | 6     |
| 2015-2016             | ES Sétif              | Ligue 1                | 15          | 7           | 0           | 2               | 0               | 0               | -                 | -                 | -                 | -          | -          | -          | -                              | -                              | -                              | -                              | -              | -              | -              | -                   | -                   | -                   | -                   | 17    | 7     | 0     |
| Sous-total            | Sous-total            | Sous-total             | 42          | 13          | 4           | 4               | 1               | 0               | -                 | -                 | -                 | -          | -          | -          | -                              | 16                             | 2                              | 1                              | 1              | 0              | 0              | -                   | 1                   | 0                   | 1                   | 64    | 16    | 6     |
| 2015-2016             | Al Shabab Riyad       | Saudi Pro League       | 13          | 6           | 1           | 2               | 2               | 0               | -                 | -                 | -                 | -          | -          | -          | -                              | -                              | -                              | -                              | -              | -              | -              | -                   | -                   | -                   | -                   | 15    | 8     | 1     |
| 2016-2017             | Al Shabab Riyad       | Saudi Pro League       | 22          | 10          | 1           | -               | -               | -               | 3                 | 5                 | 1                 | -          | -          | -          | -                              | -                              | -                              | -                              | -              | -              | -              | -                   | -                   | -                   | -                   | 25    | 15    | 2     |
| 2017-2018             | Al Shabab Riyad       | Saudi Pro League       | 22          | 6           | 3           | 3               | 1               | 0               | 1                 | 0                 | 0                 | -          | -          | -          | -                              | -                              | -                              | -                              | -              | -              | -              | -                   | -                   | -                   | -                   | 26    | 7     | 3     |
| Sous-total            | Sous-total            | Sous-total             | 57          | 22          | 5           | 5               | 3               | 0               | 4                 | 5                 | 1                 | -          | -          | -          | -                              | -                              | -                              | -                              | -              | -              | -              | -                   | -                   | -                   | -                   | 66    | 30    | 6     |
| 2018-2019             | Fujaïrah SC           | Pro League             | 24          | 14          | 0           | 5               | 1               | 0               | -                 | -                 | -                 | -          | -          | -          | -                              | -                              | -                              | -                              | -              | -              | -              | -                   | -                   | -                   | -                   | 29    | 15    | 0     |
| 2019-2020             | Al-Wakrah SC          | Qatar Stars League     | 19          | 11          | 1           | 1               | 0               | 0               | 4                 | 1                 | 0                 | -          | -          | -          | -                              | -                              | -                              | -                              | -              | -              | -              | -                   | -                   | -                   | -                   | 24    | 12    | 1     |
| 2020-2021             | Al-Wakrah SC          | Qatar Stars League     | 22          | 6           | 5           | 1               | 0               | 0               | 5                 | 5                 | 1                 | -          | -          | -          | -                              | -                              | -                              | -                              | -              | -              | -              | -                   | -                   | -                   | -                   | 28    | 11    | 6     |
| 2021-2022             | Al-Wakrah SC          | Qatar Stars League     | 20          | 9           | 4           | 2               | 1               | 1               | 6                 | 7                 | 0                 | -          | -          | -          | -                              | -                              | -                              | -                              | -              | -              | -              | -                   | -                   | -                   | -                   | 28    | 17    | 5     |
| 2022-2023             | Al-Wakrah SC          | Qatar Stars League     | 20          | 9           | 4           | 1               | 0               | 0               | 1                 | 0                 | 0                 | 1          | 1          | 0          | -                              | -                              | -                              | -                              | -              | -              | -              | -                   | -                   | -                   | -                   | 23    | 10    | 4     |
| 2023-2024             | Al-Wakrah SC          | Qatar Stars League     | 22          | 16          | 1           | 2               | 2               | 0               | 2                 | 0                 | 1                 | 2          | 0          | 0          | ACL                            | 1                              | 0                              | 0                              | -              | -              | -              | -                   | -                   | -                   | -                   | 29    | 18    | 2     |
| Sous-total            | Sous-total            | Sous-total             | 103         | 51          | 15          | 7               | 3               | 1               | 18                | 13                | 2                 | 3          | 1          | 0          | -                              | 1                              | 0                              | 0                              | -              | -              | -              | -                   | -                   | -                   | -                   | 132   | 68    | 18    |
| 2024-2025             | Al-Sailiya SC         | Second Division League | 14          | 6           | 1           | 2               | 2               | 1               | -                 | -                 | -                 | -          | -          | -          | -                              | -                              | -                              | -                              | -              | -              | -              | -                   | -                   | -                   | -                   | 16    | 8     | 2     |
| 2025-2026             | Al-Sailiya SC         | Qatar Stars League     | 1           | 0           | 1           | -               | -               | -               | -                 | -                 | -                 | -          | -          | -          | -                              | -                              | -                              | -                              | -              | -              | -              | -                   | -                   | -                   | -                   | 1     | 0     | 1     |
| Sous-total            | Sous-total            | Sous-total             | 15          | 6           | 2           | 2               | 2               | 1               | -                 | -                 | -                 | -          | -          | -          | -                              | -                              | -                              | -                              | -              | -              | -              | -                   | -                   | -                   | -                   | 17    | 8     | 3     |
| Total sur la carrière | Total sur la carrière | Total sur la carrière  | 309         | 119         | 29          | 33              | 14              | 2               | 22                | 18                | 3                 | 3          | 1          | 0          | -                              | 17                             | 2                              | 1                              | 1              | 0              | 0              | -                   | 1                   | 0                   | 1                   | 386   | 154   | 36    |

## Palmarès
- Champion d'Algérie en 2015 avec l'ES Sétif.
- Vainqueur de la Ligue des champions de la CAF en 2014 avec la ES Sétif.
- Vainqueur Supercoupe de la CAF en 2015 avec la ES Sétif.

- Vainqueur de la Super coupe d'Algérie en 2015 avec la ES Sétif.
- Vainqueur de la Coupe Crown Prince de Qatar en  2024 avec la Al-Wakrah
- Championnat du Qatar D2 en 2025 avec la Al-Sailiya SC